# الرتب العسكرية في عهد محمد علي باشا وخلفائه
هذه قائمة بالرتب العسكرية في الجيش المصري في عهد محمد علي باشا الكبير، مع ثبت برواتب حاملي هذه الرتب في عهد محمد علي. وقد كانت الرتب تُعرف بالأشرطة للجنود، وبالنجوم والأهلّة للضباط.
يشير عمر طوسون إلى أن مرتبات الضباط العظام في الجيش المصري كانت ضخمة بمقاييس تلك الأيام؛ لسعي محمد علي إلى استجلاب ميول الأتراك إلى النظام العسكري الجديد الذي كانوا يمقتونه، وكذلك لأن كبار الضباط ـ بحكم مناصبهم ـ كانوا مضطرين إلى إنفاق النفقات الطائلة.

## القائمة
| الرتبة             | المعنى                          | المعادل الحالي | العلامة                                             | الراتب                                                                                              |
| ------------------ | ------------------------------- | -------------- | --------------------------------------------------- | --------------------------------------------------------------------------------------------------- |
| نفر                | جندي                            | جندي           |                                                     | 15 قرشًا                                                                                             |
| أومباشي            | رئيس عشرة                       | عريف           | شريط أحمر على الصدر                                 | 25 قرشًا                                                                                             |
| جاويش              |                                 | رقيب           | شريطان على الصدر                                    | 30 قرشًا                                                                                             |
| باشجاويش           |                                 | رقيب أول       | ثلاثة أشرطة على الصدر                               | 40 قرشًا                                                                                             |
| صول قول أغاسي      | معاون اليسار                    | مساعد          |                                                     | 60 قرشًا                                                                                             |
| ملازم              |                                 | ملازم          | نجمة فضية على الصدر جهة اليمين                      | 250 قرشًا للملازم الثاني 350 قرشًا للملازم الأول                                                      |
| يوزباشي            | رئيس المائة                     | نقيب           | هلال ونجمة فضيان                                    | 500 قرش                                                                                             |
| صاغقول أغاسي (صاغ) | معاون اليمين                    | رائد           | هلال ذهبي ونجمة فضية                                | 1200 قرش                                                                                            |
| بمباشي (بكباشي)    | رئيس ألف                        | مقدم           | هلال ونجمة ذهبيان                                   | 2500 قرش                                                                                            |
| قائمقام            | الذي ينوب عن الميرالاي          | عقيد           | هلال ونجمة ذهبيان، والنجم مرصع بالماس               | 3000 قرش                                                                                            |
| ميرالاي            | أمير الألاي                     | عميد           | هلال ونجمة ذهبيان، وكلاهما مرصع بالماس              | 8000 قرش                                                                                            |
| ميرلواء            | أمير اللواء                     | لواء           | هلال ذهبي داخله نجمتان ذهبيتان مرصعتان بالماس       | 11000 قرش                                                                                           |
| ميرميران           | أمير الأمراء                    | فريق           | هلال ذهبي داخله ثلاث نجوم ذهبية جميعها مرصعة بالماس | 12500 قرش                                                                                           |
| سر عسكر            | الرئيس العام للجيش وقائد القواد | مشير           |                                                     | لم يكن مرتبه معروفًا؛ لأنه كان في ذلك الوقت هو إبراهيم باشا بن الوالي محمد علي، فاعتُبر فوق المرتبات. |